# Pimaphera percata
Pimaphera percata är en fjärilsart som beskrevs av Samuel E. Cassino och Louis W. Swett 1927. Pimaphera percata ingår i släktet Pimaphera och familjen mätare. Inga underarter finns listade i Catalogue of Life.